# Plan d'eau de Mézières-Écluzelles
Le plan d'eau de Mézières-Écluzelles est un lac artificiel français situé en Eure-et-Loir, partagé entre les communes de Mézières-en-Drouais et Écluzelles.
Il s’agit du plus grand plan d'eau d'Eure-et-Loir qui accueille chaque année plus de 60 000 visiteurs.

## Géographie

### Situation
Le lieu se compose du plan d'eau en lui-même et de marais, situés à l'est. La limite entre les communes de Mézières-en-Drouais et d'Écluzelles passe au milieu du plan d'eau.

### Topographie
Plus grande étendue d'eau d'Eure-et-Loir, il a une superficie de près de 100 hectares, pour une longueur de 1,4 kilomètre et une largeur de 1,3 kilomètre.

## Histoire

### Carrière puis création de plans d'eau
Le site est utilisé comme carrière au début des années 1960 afin d'extraire des granulats ayant servi notamment à la construction de la tour Montparnasse. Les étangs situés autour du futur plan d'eau sont créés, puis en 1970 les marais sont creusés puis remplis. En 1972, la majeure partie du plan d'eau est créé, puis l'année d’après, l’extrême sud du site est complété.

## Environnement

### Sensibilisation et mesures

#### Baignade
Il est interdit de se baigner ou de pêcher à pied dans l’eau sur tout le site afin de préserver les berges et les fonds aquatiques du piétinement pour garder la tranquillité des animaux aquatiques.

#### Sensibilisation
Début 2014, douze panneaux sur la faune, la flore et l’histoire locale sont installés aux bord des chemins du plan d'eau.

### Faune

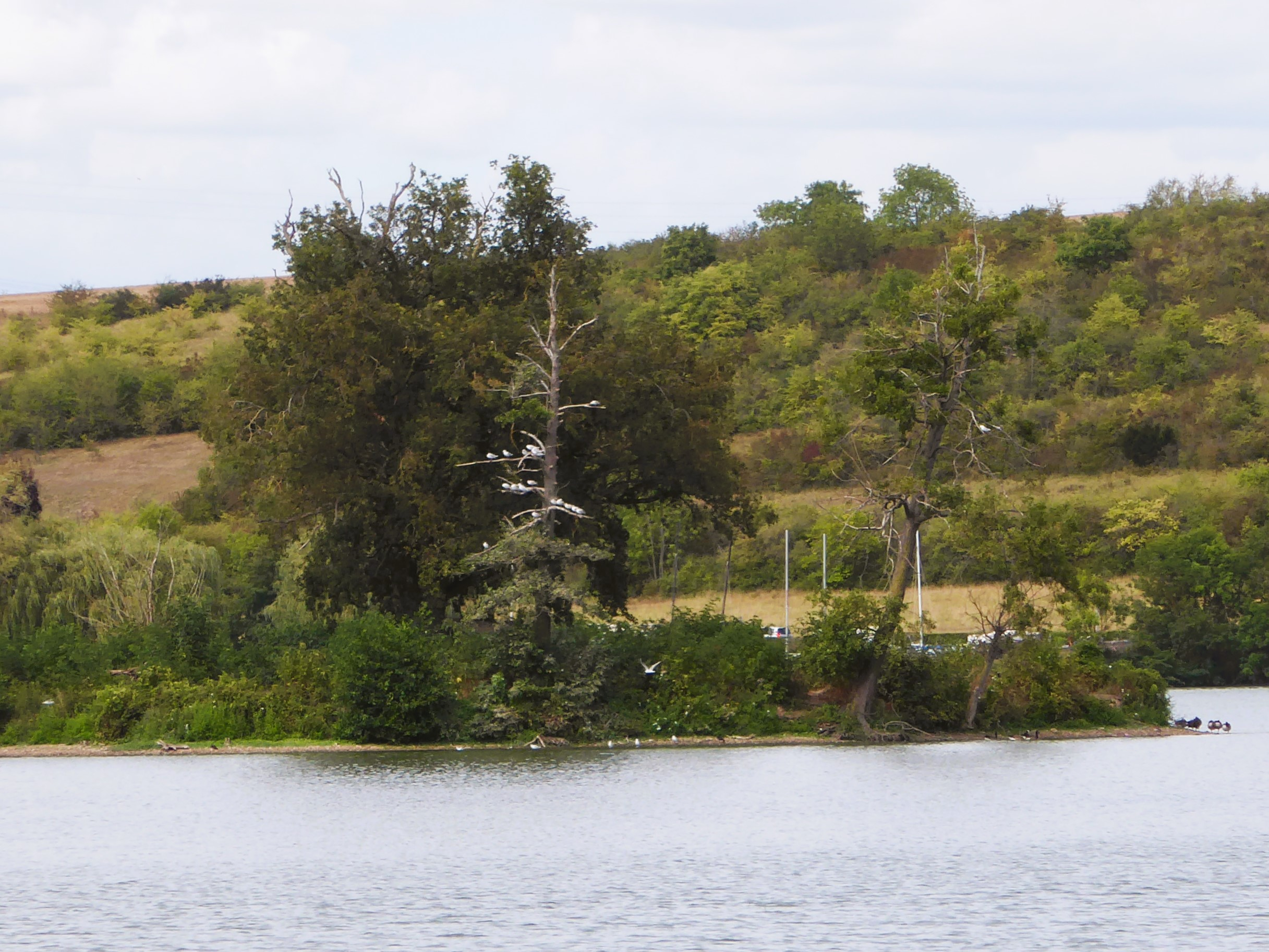
Oiseaux perchés sur l'arbre mort d'un îlot.

#### Îlots
Lors de la navigation sur le plan d’eau, il est interdit de s’approcher à moins de 50 mètres des îlots qui sont réservés aux oiseaux pour leur nidification.

#### Avifaune
- aigrette garzette
- alouette des champs
- canard chipeau
- canard souchet
- chardonneret élégant
- fauvette babillarde
- foulque macroule
- fuligule morillon
- grand Cormoran
- bihoreau gris
- hirondelle de fenêtre
- martinet noir
- nette rousse
- oie cendrée
- pouillot fitis
- sarcelle d'hiver
- sterne pierregarin
- tourterelle des bois
- verdier d'Europe

### Flore

#### Algues
En 2017, la communauté d'agglomération du Pays de Dreux fait l’acquisition d'un bateau arracheur afin de résoudre le problème des algues qui empêchaient l’avancée des bateaux sur le plan d'eau.

#### Côtes de la Noë Robert
Les Côtes de la Noë Robert est une pelouse calcicole et un espace naturel sensible, reconnu pour sa richesse et sa diversité naturelle. Le site est situé à l'est et surplombe le plan d'eau.

## Navigation

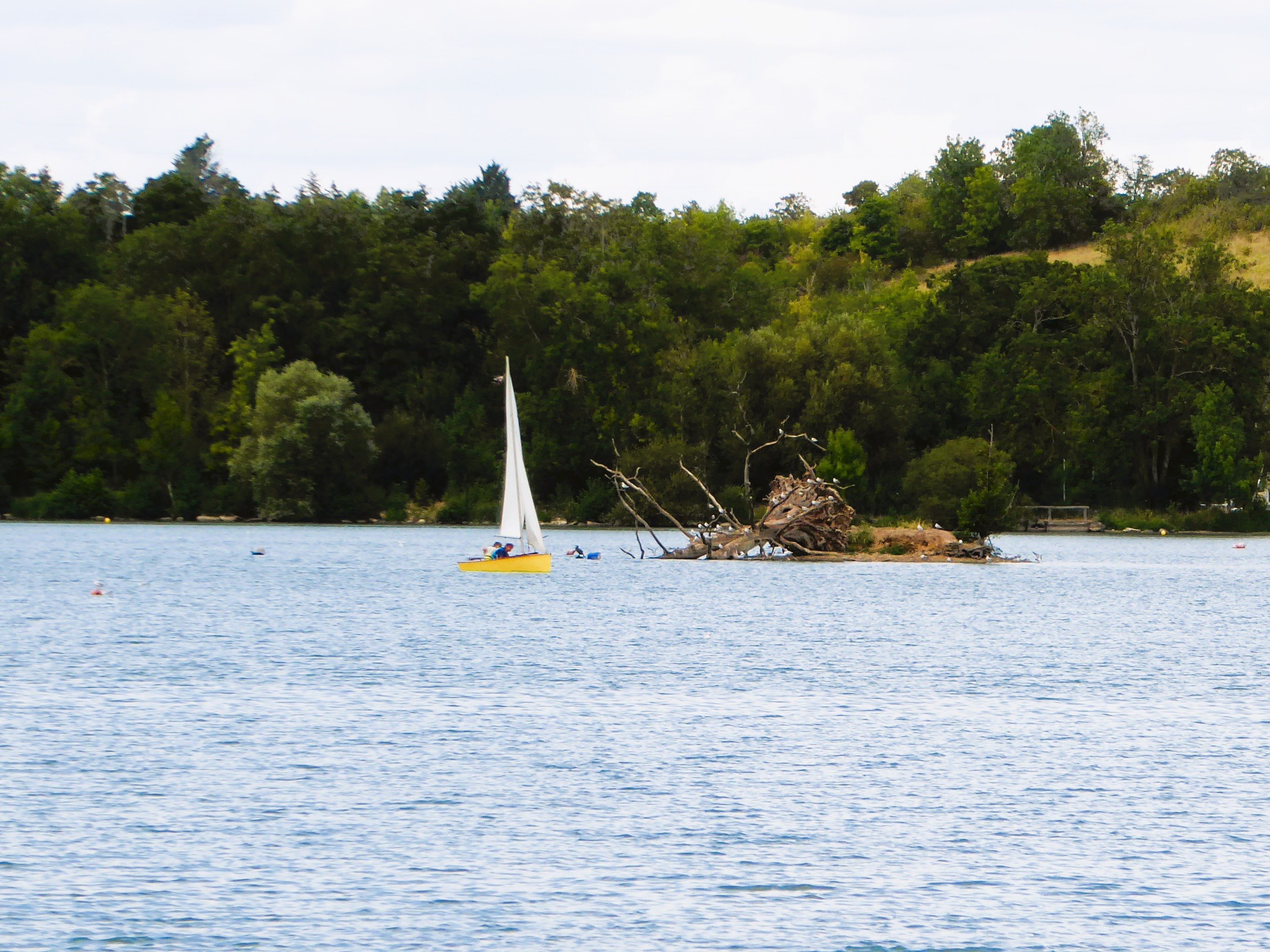
Voilier du Centre Nautique Drouais sur le plan d'eau.

### Centre Nautique du Pays Drouais
Jusqu'en 2025, le plan d’eau comprenait la base nautique du Centre Nautique du Pays Drouais (CND), avec la possibilité de pratiquer la planche à voile, le canoë, le bateau à moteur, ou le VTT. Le CND délivrait aussi certains permis bateau. Les activités nautiques sont désormais reprises par la communauté d'agglomération du Pays de Dreux.

## Lieux remarquables

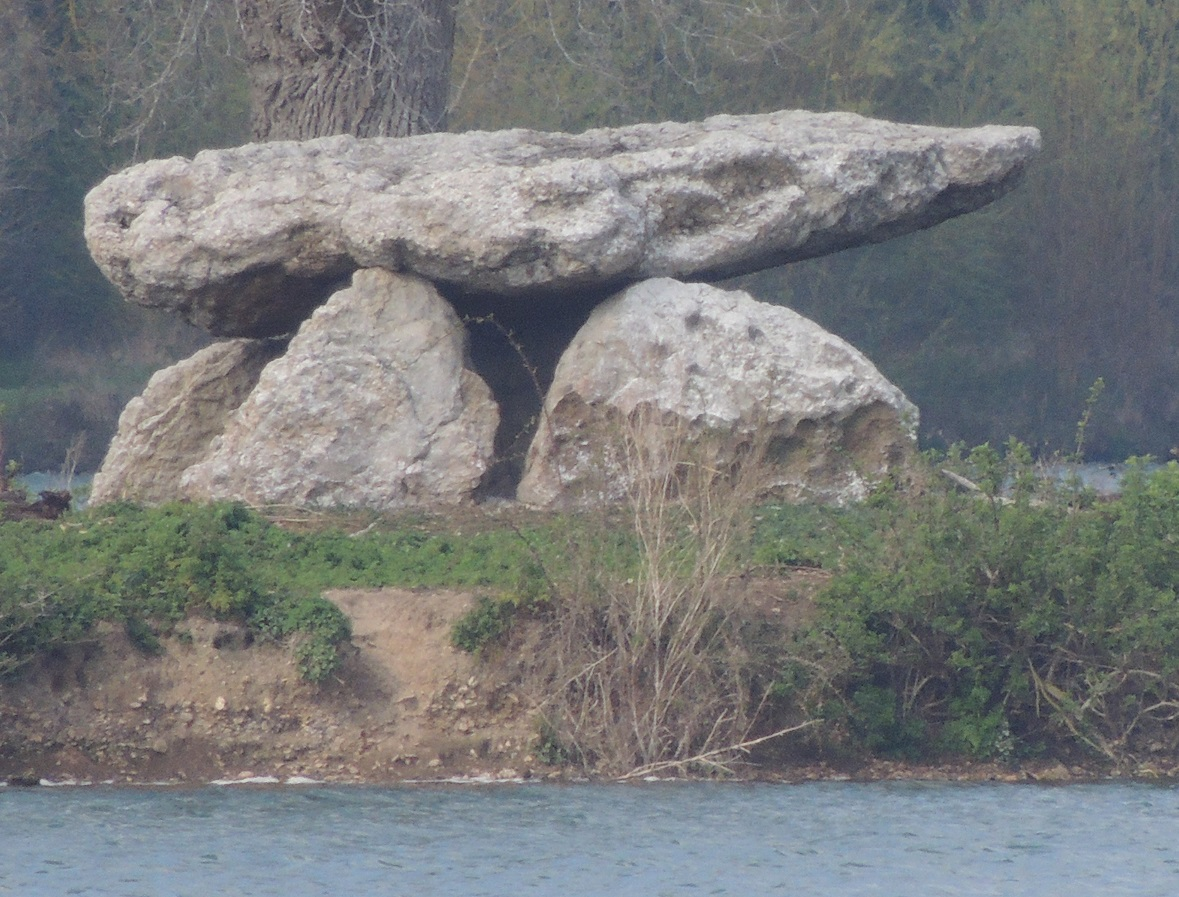
Dolmen de Pierre-Pucre.

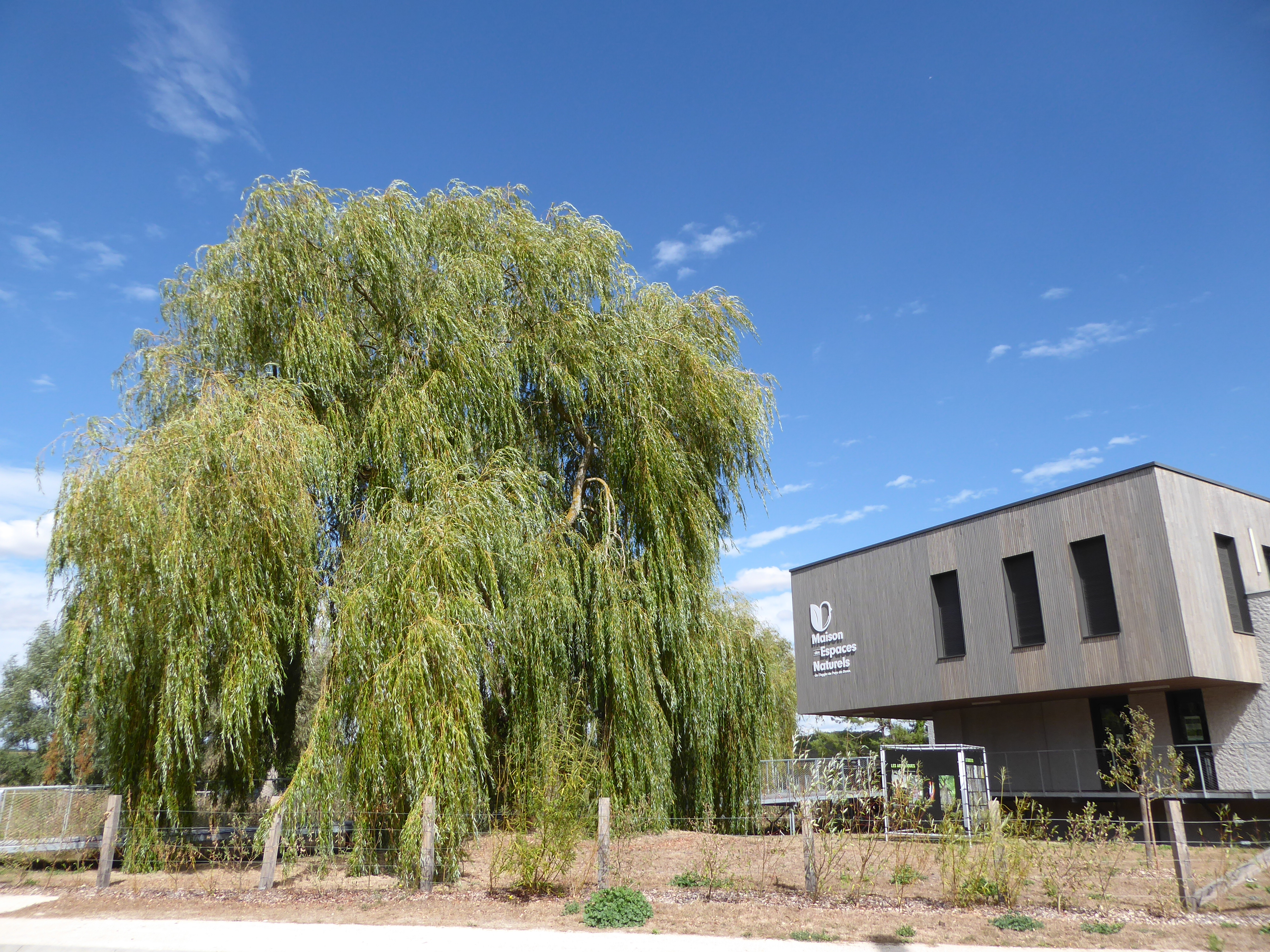
Maison des Espaces Naturels d'Écluzelles.

### Dolmen de la Pierre de Pucre
La Pierre de Pucre est un dolmen situé sur un îlot en plein milieu du plan d'eau. Longtemps laissé écroulé, il a été relevé en 1969 par le 5e régiment du génie de Versailles. Les trois piliers furent remis debout et la table en poudingue de 30 tonnes fut réinstallée sur ses supports,.

### Maison des Espaces Naturels
La maison des Espaces Naturels de la communauté d'agglomération du Pays de Dreux est située en bordure du plan d'eau ; en 2022, une exposition sur les « Arbres remarqués » du département d'Eure-et-Loir est présentée.